# 1587
Il 1587 (MDLXXXVII in numeri romani) è un anno  del XVI secolo.

## Eventi
- Toyotomi Hideyoshi diventa Daijō-daijin di tutto il Giappone e avvia una campagna a Kyūshū contro il clan Shimazu conclusasi vittoriosamente nello stesso anno con l'assedio di Kagoshima.
- 1º febbraio – Elisabetta I d'Inghilterra condanna a morte per alto tradimento Maria Stuarda.
- 22 settembre – Vincenzo I Gonzaga viene incoronato quarto duca di Mantova e secondo del Monferrato, dove egli mosse una sontuosissima cavalcata per le vie cittadine. La sua incoronazione ducale venne ricordata come una delle più sfarzose cerimonie del suo tempo in Italia.
- 27 dicembre – Sigismondo III viene incoronato Re di Polonia.

### America del Nord
- 22 luglio – Lo squadrone navale inglese al comando di John White naviga ancora al largo dell'isola di Roanoke (Virginia), ma non trova traccia dell'insediamento di Richard Grenville. White decide comunque di sbarcare i suoi coloni e di tornare in Inghilterra per ottenere approvvigionamenti.

## Nati

### Gennaio
- 5 gennaio - Xu Xiake, esploratore cinese († 1641)
- 6 gennaio - Gaspar de Guzmán y Pimentel, politico spagnolo († 1645)
- 8 gennaio - Jan Pieterszoon Coen, politico e generale olandese († 1629)
- 8 gennaio - Johannes Fabricius, medico, astrologo e astronomo tedesco († 1616)

### Febbraio
- 3 febbraio - Dorotea Edvige di Brunswick-Wolfenbüttel, principessa († 1609)
- 15 febbraio - Bartolomeo Cavarozzi, pittore italiano († 1625)

### Marzo
- 6 marzo - Domenico Panaroli, medico e botanico italiano († 1657)
- 6 marzo - Carlo Strozzi, italiano († 1670)
- 25 marzo - Giuseppe degli Aromatari, medico, letterato e botanico italiano († 1660)

### Aprile
- 2 aprile - Virginia Centurione Bracelli, religiosa italiana († 1651)
- 17 aprile - Giovanni Angelo d'Altemps, II duca di Gallese, nobile e letterato italiano († 1620)
- 26 aprile - Ferdinando Gonzaga, nobile e collezionista d'arte italiano († 1626)
- 29 aprile - Sofia di Sassonia, principessa sassone († 1635)
- 30 aprile - Eleonora di Borbone-Condé, principessa francese († 1619)

### Maggio
- 6 maggio - Josse De Rycke, filologo e poeta fiammingo († 1627)
- 8 maggio - Vittorio Amedeo I di Savoia, nobile italiano († 1637)
- 17 maggio - Esaias van de Velde, pittore e incisore olandese († 1630)
- 26 maggio - Susan de Vere, nobildonna inglese († 1629)

### Giugno
- 5 giugno - Robert Rich, II conte di Warwick, militare e ammiraglio inglese († 1658)

### Luglio
- 4 luglio - Maddalena di Baviera, nobile tedesca († 1628)
- 22 luglio - Apolinario de Almeida, arcivescovo cattolico e missionario portoghese († 1638)

### Agosto
- 16 agosto - Khusrau Mirza, principe indiano († 1622)
- 18 agosto - Virginia Dare, inglese
- 23 agosto - Giovanni Federico del Palatinato-Sulzbach-Hilpoltstein, nobile tedesco († 1644)
- 29 agosto - Tommaso Orsolino, scultore italiano († 1675)

### Settembre
- 3 settembre - Libert Froidmont, teologo e scienziato belga († 1653)
- 3 settembre - Giuliana di Nassau-Dillenburg, nobildonna tedesca († 1643)
- 7 settembre - Albertino Barisoni, vescovo cattolico e letterato italiano († 1667)
- 7 settembre - Fabrizio Bartoletti, anatomista e filosofo italiano († 1630)
- 13 settembre - Iacobus Gothofredus, giurista e politico svizzero († 1652)
- 18 settembre - Francesca Caccini, compositrice, clavicembalista e soprano italiana († 1641)

### Ottobre
- 8 ottobre - Thomas Howard, I conte di Berkshire, nobile e politico inglese († 1669)
- 11 ottobre - Valeriano Magni, religioso, diplomatico e filosofo italiano († 1661)
- 17 ottobre - Nathan Field, attore teatrale e drammaturgo inglese († 1620)
- 18 ottobre - Filippo d'Arenberg, nobile belga († 1640)

### Novembre
- 3 novembre - Samuel Scheidt, compositore e organista tedesco († 1654)
- 17 novembre - Louis De Geer, imprenditore belga († 1652)
- 17 novembre - Joost van den Vondel, poeta e drammaturgo olandese († 1679)

### Dicembre
- 17 dicembre - Giulio Cesare Sacchetti, cardinale e vescovo cattolico italiano († 1663)
- 19 dicembre - Dorotea Sofia di Sassonia-Altenburg, religiosa tedesca († 1645)
- 30 dicembre - Gómez Suárez de Figueroa y Córdoba, generale e diplomatico spagnolo († 1634)
- 30 dicembre - Simone VII di Lippe-Detmold, nobile tedesco († 1627)

### Senza giorno specificato
- Alexander Adriaenssen, pittore fiammingo († 1661)
- Silvestro Aldobrandini, cardinale italiano († 1612)
- Francesco Allegrini, pittore italiano († 1663)
- Francesco Antonio Arpaja, italiano († 1648)
- Anders Arrebo, teologo danese († 1637)
- Marin Boucher, operaio francese († 1671)
- Robert Carr, I conte di Somerset, nobile britannico († 1645)
- Annet de Clermont-Gessant, militare francese († 1660)
- Johann Baptist Cysat, gesuita, astronomo e matematico svizzero († 1657)
- Antonio d'Aragona Moncada, nobile e diplomatico italiano († 1631)
- Thomas Edge, esploratore e mercante inglese († 1624)
- Robert Giffard, chirurgo francese († 1668)
- Jean Le Clerc, pittore e incisore francese († 1633)
- Gabriel Magdelenet, poeta francese († 1661)
- Fabio Mangone, architetto italiano († 1629)
- Gian Giacomo Mora, italiano († 1630)
- Guido Nolfi, giurista e mecenate italiano († 1627)
- Giovanni Giacomo Panciroli, cardinale italiano († 1651)
- Endymion Porter, politico britannico († 1649)
- John Preston, teologo e predicatore inglese († 1628)
- Johan Rode, medico e umanista danese († 1659)
- Martin Ryckaert, pittore fiammingo († 1632)
- Giovanni Paolo Savio, vescovo cattolico italiano († 1650)
- Joris van Schooten, pittore olandese († 1651)
- Tiberio Tinelli, pittore italiano († 1639)
- William Feilding, I conte di Denbigh, politico e ufficiale inglese († 1643)
- Thomas Young, teologo scozzese († 1655)
- Isaac de Razilly, navigatore francese († 1635)
- Şehzade Mahmud, principe ottomano († 1603)

## Morti

### Gennaio
- 13 gennaio - Orazio Gonzaga, nobile italiano (n. 1545)
- 20 gennaio - Chōsokabe Nobuchika, militare giapponese (n. 1565)
- 21 gennaio - Juraj Drašković, cardinale croato (n. 1525)
- 25 gennaio - Georg von Kuenburg, arcivescovo cattolico austriaco (n. 1530)
- 28 gennaio - Giovanni Girolamo Manieri, vescovo cattolico italiano

### Febbraio
- 8 febbraio - Maria Stuarda, regina scozzese (n. 1542)
- 9 febbraio - Vincenzo Ruffo, compositore italiano
- 11 febbraio - María de Mendoza y Sarmiento, nobildonna spagnola
- 22 febbraio - Sofia di Brandeburgo-Ansbach, principessa tedesca (n. 1535)
- 26 febbraio - Giovanni Francesco Bonomi, vescovo cattolico italiano (n. 1536)
- 26 febbraio - Maddalena di Lippe, nobildonna tedesca (n. 1552)

### Marzo
- 6 marzo - Álvaro I del Congo, re (n. 1530)
- 12 marzo - Vittoria Bentivoglio, soprano italiana (n. 1555)
- 15 marzo - Caspar Oleviano, teologo e predicatore tedesco (n. 1536)
- 19 marzo - Domenico della Rovere, vescovo cattolico italiano (n. 1518)
- 23 marzo - Charles d'Angennes de Rambouillet, cardinale e vescovo cattolico francese (n. 1530)

### Aprile
- 8 aprile - John Foxe, teologo e storico britannico (n. 1516)
- 11 aprile - Ottaviano Preconio, vescovo cattolico italiano
- 16 aprile - Anne Stanhope, nobile inglese

### Maggio
- 3 maggio - Lelio Orsi, pittore, architetto e disegnatore italiano
- 5 maggio - Giovanni Francesco Gambara, cardinale italiano (n. 1533)
- 17 maggio - Gotthard Kettler, nobile tedesco (n. 1517)
- 18 maggio - Felice da Cantalice, religioso e santo italiano (n. 1515)

### Giugno
- 11 giugno - Hōjō Tsunashige, militare giapponese (n. 1515)
- 11 giugno - Ōtomo Sōrin, militare giapponese (n. 1530)
- 15 giugno - Federico II di Holstein-Gottorp, duca tedesco (n. 1568)
- 21 giugno - Uccialì, ammiraglio ottomano (n. 1519)
- 23 giugno - Ōmura Sumitada, militare giapponese (n. 1533)

### Luglio
- 10 luglio - Shimazu Iehisa, militare giapponese (n. 1547)
- 16 luglio - Date Sanemoto, militare giapponese (n. 1527)
- 28 luglio - Godfried van Mierlo, vescovo cattolico olandese (n. 1518)

### Agosto
- 3 agosto - Niccolò Balbani, teologo italiano (n. 1522)
- 14 agosto - Guglielmo Gonzaga, duca italiano (n. 1538)
- 17 agosto - Filippo Guastavillani, cardinale italiano (n. 1541)
- 29 agosto - Vincenzo Bellavere, compositore italiano

### Settembre
- 25 settembre - Giambattista Fontana, pittore e incisore italiano (n. 1541)

### Ottobre
- 2 ottobre - Andō Chikasue, militare giapponese (n. 1539)
- 9 ottobre - Decio Azzolino il Vecchio, cardinale e vescovo cattolico italiano (n. 1549)
- 17 ottobre - Umberto Locati, vescovo cattolico italiano (n. 1503)
- 19 ottobre - Giovanni Maria Cecchi, commediografo, scrittore e notaio italiano (n. 1518)
- 19 ottobre - Francesco I de' Medici, sovrano italiano (n. 1541)
- 20 ottobre - Bianca Cappello, nobildonna italiana (n. 1548)
- 20 ottobre - Anne de Joyeuse, nobile francese (n. 1560)
- 30 ottobre - Carlo II di Lorena-Vaudémont, cardinale e vescovo cattolico francese (n. 1561)

### Novembre
- 1º novembre - Alfonso d'Este, nobile italiano (n. 1527)
- 14 novembre - Annibale Cappello, presbitero italiano (n. 1540)

### Dicembre
- 5 dicembre - Giacomo Savelli, cardinale italiano (n. 1523)

### Senza giorno specificato
- Balthasar de Beaujoyeulx, violinista, compositore e coreografo italiano (n. 1535)
- Pierre Busée, teologo olandese (n. 1540)
- Antonio Campi, pittore, storico e architetto italiano (n. 1524)
- Ferrante Carafa, nobile, militare e letterato italiano (n. 1509)
- Giovanni Battista Cavallara, medico e letterato italiano
- Chōsokabe Chikakazu, militare giapponese
- Vincenzo de' Rossi, scultore italiano (n. 1525)
- Girolamo Donzellini, medico italiano
- Annibale Fontana, scultore, orafo e incisore italiano (n. 1540)
- Kikkawa Motonaga, militare giapponese (n. 1548)
- Gastón de Peralta, nobile spagnolo (n. 1510)
- Satomi Yoshiyori, militare giapponese (n. 1543)
- Leonardo Trucco, vescovo cattolico italiano
- Filippo Venuti, grammatico e linguista italiano (n. 1531)
- Battistina Vernazza, religiosa e scrittrice italiana (n. 1497)
- George Whetstone, drammaturgo inglese (n. 1544)
- Lorenzo Zacchia, pittore e incisore italiano (n. 1524)
- Alonso de Chaves, navigatore, cosmografo e cartografo spagnolo
- Tommaso de' Cavalieri, nobile italiano (n. 1509)
- Jacob Hannibal von Ems zu Hohenems, condottiero, diplomatico e mercenario austriaco (n. 1530)

## Calendario
| Calendario 1587 | Calendario 1587 | Calendario 1587 | Calendario 1587 | Calendario 1587 | Calendario 1587 | Calendario 1587 | Calendario 1587 | Calendario 1587 | Calendario 1587 | Calendario 1587 | Calendario 1587 | Calendario 1587 | Calendario 1587 | Calendario 1587 | Calendario 1587 | Calendario 1587 | Calendario 1587 | Calendario 1587 | Calendario 1587 | Calendario 1587 | Calendario 1587 | Calendario 1587 | Calendario 1587 | Calendario 1587 | Calendario 1587 | Calendario 1587 | Calendario 1587 | Calendario 1587 | Calendario 1587 | Calendario 1587 | Calendario 1587 | Calendario 1587 |
| --------------- | --------------- | --------------- | --------------- | --------------- | --------------- | --------------- | --------------- | --------------- | --------------- | --------------- | --------------- | --------------- | --------------- | --------------- | --------------- | --------------- | --------------- | --------------- | --------------- | --------------- | --------------- | --------------- | --------------- | --------------- | --------------- | --------------- | --------------- | --------------- | --------------- | --------------- | --------------- | --------------- |
|                 | 1               | 2               | 3               | 4               | 5               | 6               | 7               | 8               | 9               | 10              | 11              | 12              | 13              | 14              | 15              | 16              | 17              | 18              | 19              | 20              | 21              | 22              | 23              | 24              | 25              | 26              | 27              | 28              | 29              | 30              | 31              |                 |
| Gennaio         | Gi              | Ve              | Sa              | Do              | Lu              | Ma              | Me              | Gi              | Ve              | Sa              | Do              | Lu              | Ma              | Me              | Gi              | Ve              | Sa              | Do              | Lu              | Ma              | Me              | Gi              | Ve              | Sa              | Do              | Lu              | Ma              | Me              | Gi              | Ve              | Sa              |                 |
| Febbraio        | Do              | Lu              | Ma              | Me              | Gi              | Ve              | Sa              | Do              | Lu              | Ma              | Me              | Gi              | Ve              | Sa              | Do              | Lu              | Ma              | Me              | Gi              | Ve              | Sa              | Do              | Lu              | Ma              | Me              | Gi              | Ve              | Sa              |                 |                 |                 |                 |
| Marzo           | Do              | Lu              | Ma              | Me              | Gi              | Ve              | Sa              | Do              | Lu              | Ma              | Me              | Gi              | Ve              | Sa              | Do              | Lu              | Ma              | Me              | Gi              | Ve              | Sa              | Do              | Lu              | Ma              | Me              | Gi              | Ve              | Sa              | Do              | Lu              | Ma              |                 |
| Aprile          | Me              | Gi              | Ve              | Sa              | Do              | Lu              | Ma              | Me              | Gi              | Ve              | Sa              | Do              | Lu              | Ma              | Me              | Gi              | Ve              | Sa              | Do              | Lu              | Ma              | Me              | Gi              | Ve              | Sa              | Do              | Lu              | Ma              | Me              | Gi              |                 |                 |
| Maggio          | Ve              | Sa              | Do              | Lu              | Ma              | Me              | Gi              | Ve              | Sa              | Do              | Lu              | Ma              | Me              | Gi              | Ve              | Sa              | Do              | Lu              | Ma              | Me              | Gi              | Ve              | Sa              | Do              | Lu              | Ma              | Me              | Gi              | Ve              | Sa              | Do              |                 |
| Giugno          | Lu              | Ma              | Me              | Gi              | Ve              | Sa              | Do              | Lu              | Ma              | Me              | Gi              | Ve              | Sa              | Do              | Lu              | Ma              | Me              | Gi              | Ve              | Sa              | Do              | Lu              | Ma              | Me              | Gi              | Ve              | Sa              | Do              | Lu              | Ma              |                 |                 |
| Luglio          | Me              | Gi              | Ve              | Sa              | Do              | Lu              | Ma              | Me              | Gi              | Ve              | Sa              | Do              | Lu              | Ma              | Me              | Gi              | Ve              | Sa              | Do              | Lu              | Ma              | Me              | Gi              | Ve              | Sa              | Do              | Lu              | Ma              | Me              | Gi              | Ve              |                 |
| Agosto          | Sa              | Do              | Lu              | Ma              | Me              | Gi              | Ve              | Sa              | Do              | Lu              | Ma              | Me              | Gi              | Ve              | Sa              | Do              | Lu              | Ma              | Me              | Gi              | Ve              | Sa              | Do              | Lu              | Ma              | Me              | Gi              | Ve              | Sa              | Do              | Lu              |                 |
| Settembre       | Ma              | Me              | Gi              | Ve              | Sa              | Do              | Lu              | Ma              | Me              | Gi              | Ve              | Sa              | Do              | Lu              | Ma              | Me              | Gi              | Ve              | Sa              | Do              | Lu              | Ma              | Me              | Gi              | Ve              | Sa              | Do              | Lu              | Ma              | Me              |                 |                 |
| Ottobre         | Gi              | Ve              | Sa              | Do              | Lu              | Ma              | Me              | Gi              | Ve              | Sa              | Do              | Lu              | Ma              | Me              | Gi              | Ve              | Sa              | Do              | Lu              | Ma              | Me              | Gi              | Ve              | Sa              | Do              | Lu              | Ma              | Me              | Gi              | Ve              | Sa              |                 |
| Novembre        | Do              | Lu              | Ma              | Me              | Gi              | Ve              | Sa              | Do              | Lu              | Ma              | Me              | Gi              | Ve              | Sa              | Do              | Lu              | Ma              | Me              | Gi              | Ve              | Sa              | Do              | Lu              | Ma              | Me              | Gi              | Ve              | Sa              | Do              | Lu              |                 |                 |
| Dicembre        | Ma              | Me              | Gi              | Ve              | Sa              | Do              | Lu              | Ma              | Me              | Gi              | Ve              | Sa              | Do              | Lu              | Ma              | Me              | Gi              | Ve              | Sa              | Do              | Lu              | Ma              | Me              | Gi              | Ve              | Sa              | Do              | Lu              | Ma              | Me              | Gi              |                 |